# Spitzmausratten
Die Spitzmausratten (Crunomys) sind eine Nagetiergattung aus der Gruppe der Altweltmäuse. Die vier Arten dieser Gattung leben auf den Philippinen und Sulawesi.

## Allgemeines
Spitzmausratten erreichen eine Kopfrumpflänge von 10 bis 13 Zentimetern, der Schwanz misst 7 bis 9 Zentimeter. Das dichte, kurze Fell ist bei den drei philippinischen Arten stachelig, bei der Art auf Sulawesi hingegen weich. Seine Färbung variiert von grau über dunkelbraun bis annähernd schwarz, die Unterseite ist etwas heller. Charakteristisch für die Gattung sind der kurze Schwanz und die Anordnung der Arterien.
Soweit bekannt, leben die Tiere in Wäldern, häufig nahe bei Flüssen, und sind Bodenbewohner.

## Systematik
Wilson & Reeder (2005) führen die Spitzmausratten als Namensgeber der Crunomys-Gattungsgruppe, die daneben noch die auf Sulawesi lebende Art Sommeromys macrorhinos. Nach den genetischen Untersuchungen von Lecompte et al. (2008) sind die Tiere der Crunomys-Gruppe Teil einer vorwiegend in Südostasien, Neuguinea und Australien verbreiteten Radiation der Altweltmäuse, den Rattini. Diese Radiation umfasst noch die Crunomys-Gruppe, die Dacnomys-Gruppe, die Maxomys-Gruppe, die Micromys-Gruppe und die Rattus-Gruppe.
Es werden vier Arten unterschieden:
- Die Sulawesi-Spitzmausratte (Crunomys celebensis) lebt als einzige Art auf Sulawesi, die Art ist nur von drei Exemplaren bekannt.
- Die Nördliche Luzon-Spitzmausratte (Crunomys fallax) ist nur von einem Exemplar bekannt, das auf der Philippinen-Insel Luzon gefunden wurde.
- Die Mindanao-Spitzmausratte (Crunomys melanius) lebt auf Mindanao und Leyte und ist die einzige bekannte häufigere Art.
- Die Katanglad-Spitzmausratte (Crunomys suncoides) ist nur von einem Exemplar bekannt, das auf Mindanao gefunden wurde.

Aufgrund der spärlichen Funde werden drei der vier Arten von der IUCN unter „zu wenig Daten vorhanden“ (data deficient) gelistet, einzig C. melanius hat den Status „gefährdet“ (vulnerable).